# ランニングアート
ランニングアートとは、走ることを移動手段としたGPSアートである。「お絵かきラン」「GPSラン」とも呼ばれるが、大きくは「GPSアート」の種類一つ。ランニングアートは人間が走り、GPS対応端末に記録された軌跡で地図上に描かれた絵や文字、またはその行動を指す。スマートフォンのランニングアプリから書き出された完走ルートの共有画像、または完走画面のスクリーンショットを作品とする。

## ランニングアートの定義
ランニングアートの定義は次の通り。これは、ランニング限定であることを除けばGPSアート共通の定義である。
- コースを完走していること。
- マウスや手を通して描かれた線画やベクトル線ではないこと。
- ランニングアプリ生成のルート、または完走記録のスクリーンショットであること。
- GPS衛星や位置情報センサーを通して描かれた軌跡であること。

### 同じ意味の名前
下記はランニングアートと同じ意味である。
- お絵かきラン（GPSお絵かきラン）
- GPSラン

### 定義の重要性
世界のランニングアート公募の中で、完走していない、ランニングしていない、ランニングできないコースが大賞に選ばれ、物議になったことがある。GoogleMaps等の電子地図に直接手やマウスで線を描いた画像をランニングアート、GPSアートとして公開している例は今でも多い。GPS衛星とGPS受信アプリを通し、かつ実走していてこそランニングアートと言える。手や足などの身体で直接描けない、通信を通した不安定で不確かな描画性こそが、ランニングアート、GPSアートの面白さ、ユニークさ、独自性である。ここに定義の重要性がある。

### 完走による安全性確保の重要性
コース設計者以外のランナーがGPXや地図アプリによってコースを利用する場合、設計者自身がコースを実際に走り終えていることが重要。コース設計の土台となっている衛星写真は過去の写真である。よって、撮影後の区画整備や建設工事など道路自体が無くなることも稀にあり、過去の地図に頼って走ることは時に危険である。よって、コース設計者は事前に自ら完走しておくことで、他の走者の安全を担保することがとても重要になる。

## GPSアートの種類
ランニングアート以外にも自転車や、車、飛行機、徒歩などさまざまな走法を含んだ、より広い定義として「GPSアート」がある。GPSアートには走法や絵の種類、アプリの種類と国によって、または描く題材によって、さまざまな呼び方があり、大きく以下のように分類できる。
- GPSアート
- GPS地上絵
- GPS絵画
- ランニングアート
- お絵かきラン（GPSお絵描き）
- GPSラン
- GPS Drawing
- STRAVA ART
- 创意跑步

## 使用アプリ
下記ランニングアプリを主に利用する。
- Nike Running Club
- Adidas Running
- Runkeeper
- TATTA
- Strava
- 悦跑圈

## ランニングアートの主な作者
- ジョセフ・テイム（Joseph Tame）
- もじぐみ

### ジョセフ・テイム（Joseph Tame）
2015年、マラソンをしながらスマートフォンで生中継し、日本でランニングアートを広めた東京在住のイギリス人プロデューサー。代表作は皇居を北海道とした日本地図や東京五輪マーク。Nike「Run Like Me」キャンペーンランナーを演じる。J-WAVEのキャラクター「ジェイミー」の作品は100キロメートルを超え、日をまたぎ分割して描いていることをJ-WAVEのインタビューで述べている。

### SixTONES
YoutubeのジャニーズJr.チャンネルで2018年9月に「走った軌跡でアートを描く ！」動画を公開。SixTONESのメンバーが二組に分かれ「J」「6」の2文字のGPSアートを実況し「ランニングアート」の名前を日本に広めた。同動画は120万再生を超えている（2022年現在）。

### もじぐみ
国立市で150コース以上のランニングアートを完走し、同市をランニングアートの街にする計画を立てている市民ランナー。干支ラン十二支全てを2021年に完走している。

## ランニングアートを経験した有名人や芸能人
- SixTONES

## ランニングアートを含んだドラマ
- オオカミくんには騙されない
- 顔だけ先生